# ثيودور رويثك
ثيودور رويثك (بالإنجليزية: Theodore Roethke)‏ (مايو 25 1908-ا أغسطس 1963) ولد في ساغيناو بولاية ميتشيغان الأمريكية، وكان الده من المهاجرين الألمان. أمضى معظم سنوات حياته في الطبيعة، ويتجلى ذلك في استخدام الصور الطبيعية في شِعره. كان ثيودرو مضطربا في فترة مراهقته؛ نتيجة انتحار عمه ووفاة والده بالسرطان سنة 1923. وأثرت هذه الحوادث بشدة على نفسيته وإبداعاته في الحياة، وكان حينها في الخامسة عشرة من عمره.

## دراسته وعمله
درس القانون في جامعة ميشيغان لفترة وجيزة قبل دخوله جامعة هارفرد، حيث تخلى عن الدراسة لأسباب اقتصادية (الكساد الكبير). ثم أصبح أستاذا في اللغة الإنجليزية في جامعات عدة، بما فيها كلية لافاييت، جامعة ولاية بنسلفانيا وكلية بينينجتون.
في عام 1940، تم طرده من منصبه في لافاييت، وعاد إلى ولاية ميشيغان. أنشا قبل عودته علاقة وثيقة مع الشاعرة لويز بوغان، والتي أصبحت من أشد المساندين والداعمين له في وقت مبكر. وفي وقت تدريسه في ميشيغان كان يعاني من الاكتئاب والهوس الذي غذى شعره. وكانت جامعة واشنطن آخر مكان درس، والتي أدت إلى انضمامه لجمعية شعراء غرب أمريكا.
في عام 1953، تزوج بياتريس أوكونيل وهي طالبة سابقة له، لكنه لم يخبرها بنوباته المتكررة من الاكتئاب، إلا أنها ظلت متغاضية عن ذلك، وكرست نفسها لرويثك وعمله. حتى أنها ضمنت له نشر الجزء الأخير من شعره «الميدان الأقصى» بعد وفاته والذي أصبح من أشهر أشعاره.

## وفاته
أصيب ثيودور بنوبة قلبية في مسبح صديقه S. Rasnics في بينبريج آيلاند بواشنطن عام 1963 وكان عمره 55 عاما. وأصبح هذا المسبح الآن حديقة تسمى «زن» لكن لا توجد أي علامة تدل أن هذا هو المكان هو الذي توفي فيه ثيودور رويثك. بالرغم من ذلك توجد علامة على منزل صباه منزل ساجينو في ولايه ميشيغان تخليدا لذكراه.

## من أهم أعماله
- فتح مجلس النواب (1941)
- على الابن المفقود وقصائد أخرى (1948)
- الثناء على النهاية! (1951)
- استيقظ (1953)
- كلمات للريح (1958)
- أنا أكون!
- يقول لامب (1961)
- الميدان الأقصى (1964)

## روابط خارجية
- ثيودور رويثك على موقع الموسوعة البريطانية (الإنجليزية)
- ثيودور رويثك على موقع ميوزك برينز (الإنجليزية)
- ثيودور رويثك على موقع إن إن دي بي (الإنجليزية)
- ثيودور رويثك على موقع ديسكوغز (الإنجليزية)